# Horní Kujto
Horní Kujto (rusky Верхнее Куйто) je jezero na severu Karelské republiky v Rusku. Má rozlohu 198 km². Leží v nadmořské výšce 103 m.

## Vodní režim
Leží v povodí řeky Kem a voda z něj odtéká průtokem do jezera Střední Kujto. Zamrzá v listopadu a rozmrzá na začátku května.

## Využití
Po jezeře se splavuje dřevo.